# Epirrhoe albigressa
Epirrhoe albigressa là một loài bướm đêm trong họ Geometridae.